# فيتومه
فِيْتُومَه أو فُوْتُوما (الاسم العلمي: Phyteuma)، جنس نباتات عشبية معمرة ومُزهرة من فصيلة الجريسية، موطنها الأصلي أوروبا والمغرب.